# Paul Laband
Paul Laband (Breslavia, 24 maggio 1838 – Strasburgo, 23 marzo 1918) è stato un giurista tedesco.
Generalmente riconosciuto come il più autorevole giuspubblicista dopo l'unificazione nazionale e la costituzione dell'Impero tedesco nel 1871, Laband proseguì l'opera di Carl Friedrich von Gerber, che per primo aveva ampliato e consolidato l'orientamento formalista della cultura giuridica dell'epoca trasponendo nel diritto pubblico il metodo giuridico della pandettistica. Il libro di Laband Das Staatsrecht des Deutschen Reiches, ristampato cinque volte tra il 1876 e il 1914, fu l'esposizione più influente del diritto costituzionale tedesco dell'età guglielmina e una espressione compiuta e paradigmatica del positivismo giuridico tardo-ottocentesco. Secondo tale concezione, la scienza giuridica ha un compito costruttivo, di sviluppo del sistema giuridico e di sua razionalizzazione, nello svolgimento del quale deve farsi guidare solo dalla logica giuridica, senza attribuire rilevanza alcuna a considerazioni «storiche, politiche e filosofiche».

## Biografia e opera
Nato a Breslavia da una famiglia di medici di origine ebraica, Laband studiò alle università di Breslavia, Heidelberg e Berlino. Dopo aver conseguito il dottorato a soli vent'anni, nel 1858, con una tesi sui beni dotali, ottenne l'abilitazione all'insegnamento universitario nel 1861 a Heidelberg. Agli inizi della sua carriera accademica si dedicò soprattutto allo studio del diritto commerciale, anche in qualità di co-editore della «Zeitschrift für das gesamte Handelsrecht» dal 1864, e alla storia del diritto tedesco, come testimoniato dalla sua opera principale nell'ambito della storiografia giuridica, Die vermögensrechtlichen Klagen nach den sächsischen Rechtsquellen des Mittelalters ("Le azioni patrimoniali secondo le fonti del diritto sassone del medioevo") del 1869.
Nel 1866 Laband fu chiamato all'università di Königsberg, dove iniziò a insegnare diritto pubblico e due anni dopo divenne professore ordinario. L'impegno nel diritto pubblico iniziò in modo accidentale, sollecitato dalle esigenze didattiche dell'università, e trasse stimolo dalle vicende dell'epoca: il conflitto costituzionale prussiano (1859-1866) e la fondazione della Confederazione germanica del Nord nel 1867. Il saggio di esordio nella disciplina, Das Budgetrecht nach den Bestimmungen der preußischen Verfassungsurkunde unter Berücksichtigung der Verfassung des Norddeutschen Bundes ("Il diritto del bilancio secondo le disposizioni della Carta costituzionale prussiana alla luce della costituzione della Confederazione germanica del Nord") del 1870 ebbe un successo "inaspettato" e da allora in poi l'opera di Laband si collocò tutta nell'ambito di quella disciplina. Il saggio sul diritto del bilancio è oggi ricordato soprattutto per la celebre distinzione tra legge "in senso formale" e "materiale", grazie alla quale Laband poté giustificare la politica di Otto von Bismarck in merito all'esercizio del bilancio dello Stato in assenza di approvazione parlamentare.

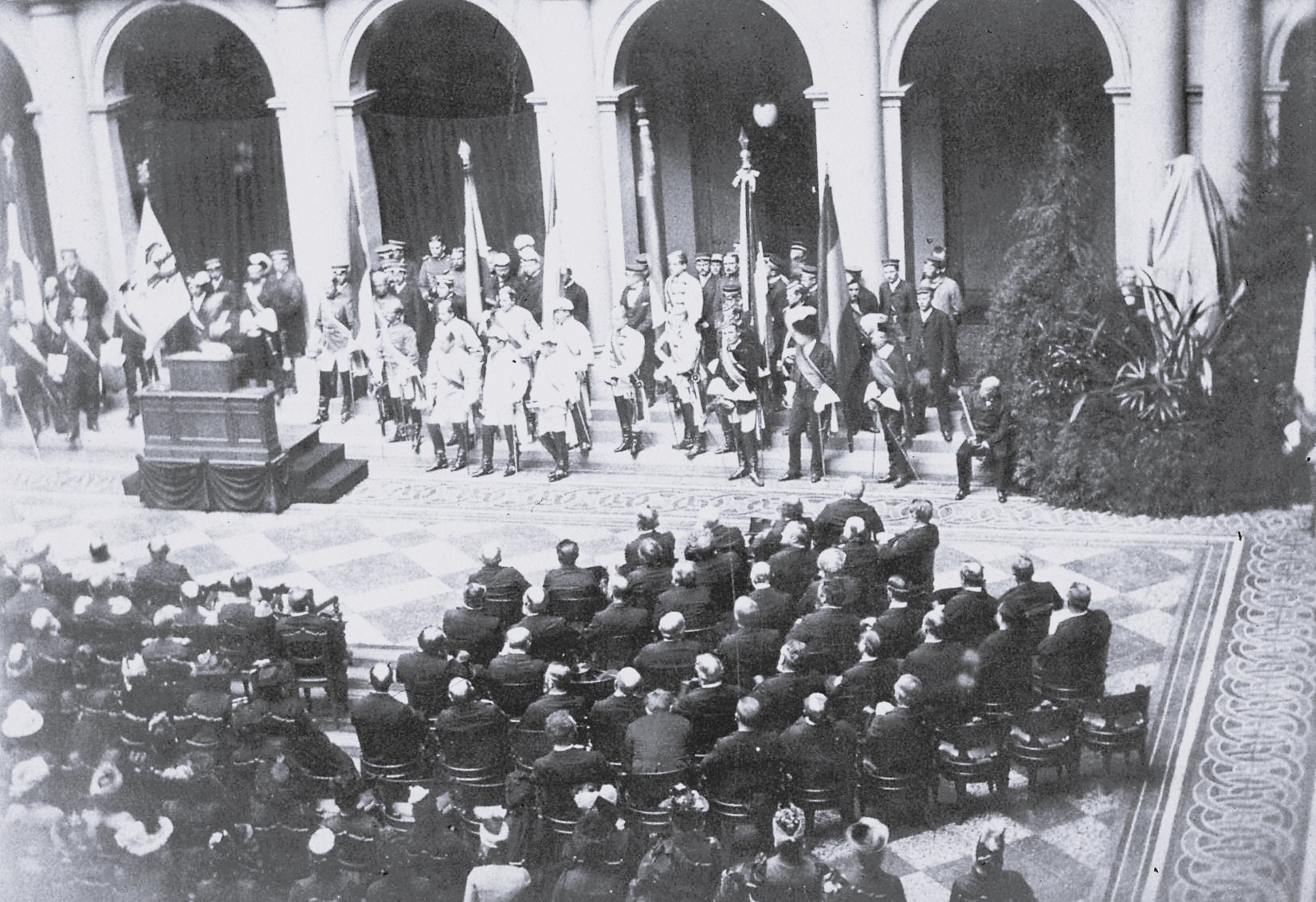
Visita dell'imperatore Guglielmo I all'Università di Strasburgo, 1886. Dopo l'annessione dell'Alsazia-Lorena nel 1871, l'Imperatore e il suo cancelliere Bismarck vollero fare della neo-istituita "Kaiser-Wilhelms-Universität" di Strasburgo un centro di propagazione della cultura tedesca.

Nel 1872 Laband accettò la chiamata nella nuova grande università di Strasburgo, istituzione culturale voluta personalmente da Bismarck e tenuta sotto rigido controllo governativo. Nonostante la partecipazione attiva alla vita politica dell'Impero e le ripetute offerte di cariche ministeriali e giudiziarie, non volle mai lasciare Strasburgo, dove insegnò diritto costituzionale e ricoprì varie cariche accademiche e municipali, da rettore dell'università (1880) a membro del comitato di vigilanza del conservatorio musicale municipale. Attivo politicamente dal 1880 al 1918 in qualità di membro del Consiglio di Stato per l'Alsazia-Lorena (1880-1911), membro della Prima Camera del Parlamento dell'Alsazia-Lorena (dal 1911 in poi), membro di numerose commissioni ministeriali, Laband ricoprì questi uffici in virtù del prestigio conseguito con l'attività scientifica e in particolare con la pubblicazione dei primi volumi della sua opera più influente: Das Staatsrecht des Deutschen Reiches ("Il diritto pubblico dell'Impero germanico").
Uscito in tre volumi tra il 1876 e il 1882, oggetto di cinque edizioni, ognuna delle quali profondamente rivista (l'ultima, in quattro volumi, del 1911-1914), Das Staatsrecht des Deutschen Reiches fu accolto come un «monumento all'orgoglio imperiale nel campo del diritto pubblico», l'esposizione più autorevole e influente del diritto pubblico tedesco dell'età guglielmina, e la teorizzazione più compiuta e paradigmatica del positivismo giuridico legislativo ottocentesco. L'opera consolidò il «successo scientifico eccezionale» di Laband, facendone il «capofila celebrato della disciplina». Il giurista fu riconosciuto come fondatore e capostipite di una rinnovata scienza del diritto pubblico che, dopo il 1880 e sino alla repubblica di Weimar, dominò pressoché incontrastata in Germania, esercitando una influenza duratura anche sulla cultura giuridica italiana (attraverso l'opera di Vittorio Emanuele Orlando) e francese (attraverso Carré de Malberg). Come riconobbe nel 1907 il giurista tedesco Philipp Zorn, «tutto il lavoro sul diritto costituzionale dopo Laband si regge sulle sue spalle».

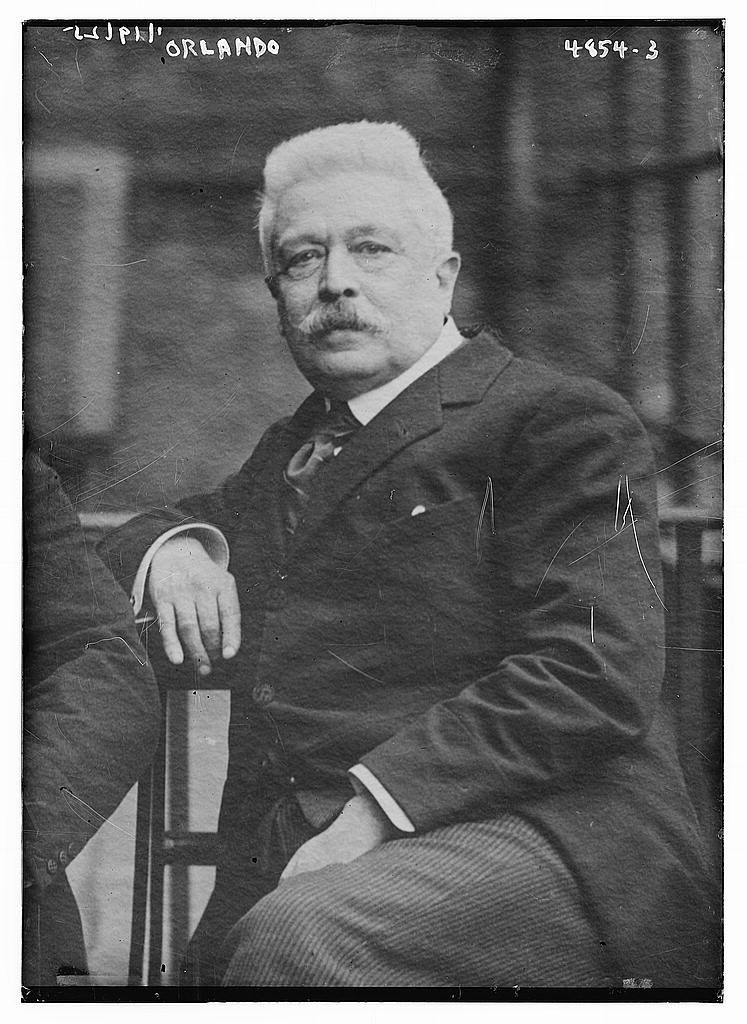
In Italia, Vittorio Emanuele Orlando fu il fondatore di una "scuola nazionale di diritto pubblico" che in larga parte recepì metodo e insegnamenti della dottrina giuridica tedesca, tra cui Laband.

Laband fu anche cofondatore di tre importanti riviste giuridiche tedesche – l'«Archiv für öffentliches Recht» (1886), la «Deutsche Juristenzeitung» (1896) e lo «Jahrbuch für öffentliches Recht» (1907) – e fu insignito di varie lauree ad honorem, ordini al merito e scritti celebrativi. Si racconta che l'Imperatore Guglielmo II, oltre ad averlo nominato alla Prima Camera del Parlamento «in virtù della massima fiducia», espresse il proprio apprezzamento per Laband rammaricandosi pubblicamente di non poter assistere alle sue lezioni.
Di orientamento politico conservatore, fu tra i firmatari del Manifesto dei Novantatré, con il quale i più noti rappresentanti della cultura e della scienza tedesca negarono le responsabilità della Germania nello scoppio della prima guerra mondiale e nell'invasione del Belgio (il cosiddetto "stupro del Belgio").
I presupposti politici dell'approccio "puramente giuridico" labandiana sono stati così descritti:
(Manfred Friedrich, Paul Laband und die Staatsrechtswissenschaft seiner Zeit, 1986)

## Critica
Laband sviluppò l'opera iniziata da Carl Friedrich von Gerber nei Grundzüge eines Systems des deutschen Staatsrechts (1865): come già Gerber, egli intese applicare al diritto pubblico il metodo giuridico elaborato negli studi di diritto civile e commerciale dalla scienza giuridica pandettistica di Georg Friedrich Puchta e Bernhard Windscheid. Ciò implicava l'adozione di un orientamento "formalista" negli studi di diritto pubblico, non solo nel senso dell'abbandono delle teorie del diritto naturale, ma più in generale della purificazione del discorso giuridico da ogni considerazione storica, filosofica, etica e politica, che erano ancora diffuse negli orientamenti germanisti della Scuola storica del diritto (Otto von Gierke) e nei giuristi di ispirazione progressista e liberale (Albert Hänel). Nella prospettiva di Gerber e Laband, si trattava di procedere alla costruzione di un sistema di concetti e istituti giuridici privo di elementi extra-giuridici, nonché coerente e completo, al fine di consolidare lo statuto "scientifico" della giuspubblicistica e di garantire la certezza del diritto contro la pressione di interessi e pressioni politiche di parte.

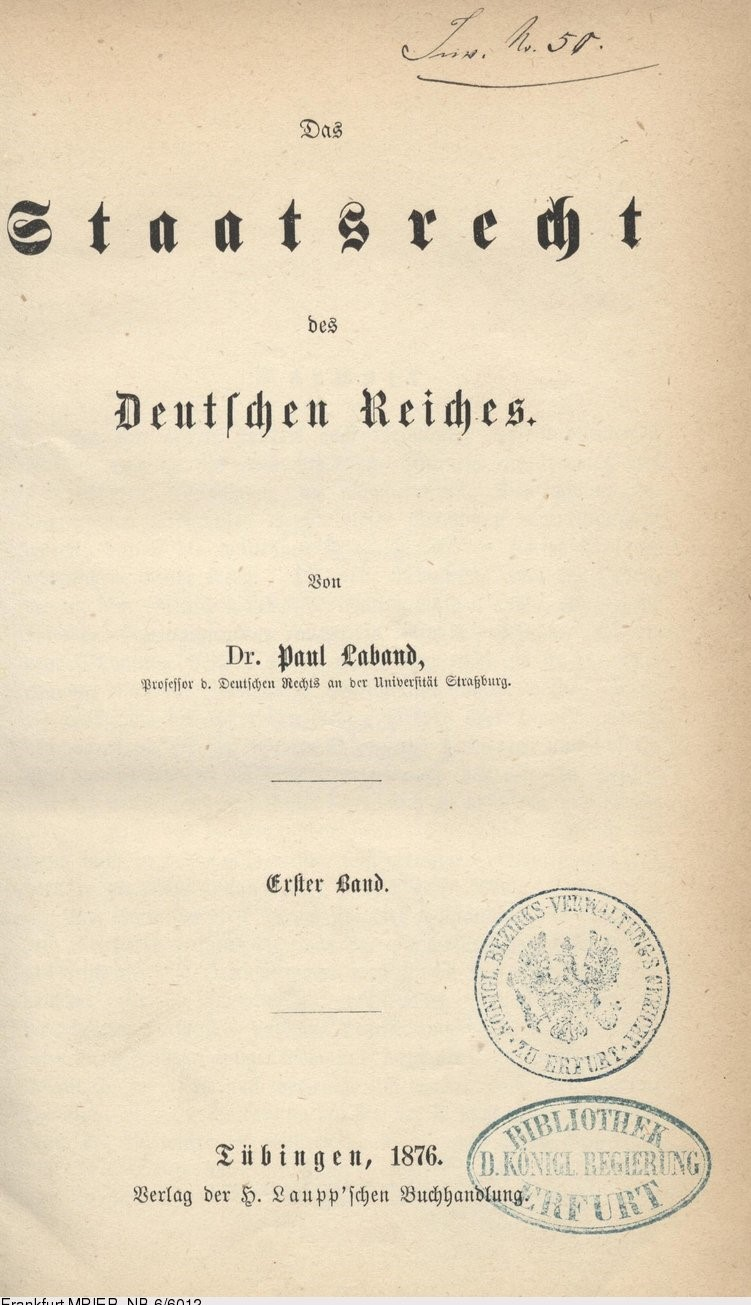
Cover of Paul Laband's book Das Staatsrecht des Deutschen Reiches, vol. I, Tübingen, 1876

In concreto, questo programma di costruzione del paradigma disciplinare su basi "puramente giuridiche" si svolse attraverso la rimozione di temi propri del costituzionalismo democratico e liberale, come la sovranità del popolo, i diritti dell'uomo, la dottrina del contratto sociale e della separazione dei poteri. Al formalismo labandiano questi concetti sembravano irrimediabilmente compromessi con le idee di Montesquieu (separazione dei poteri), Rousseau (contratto sociale, uguaglianza dei cittadini, sovranità del popolo), Sieyès (diritti dell'uomo e del cittadino, sovranità nazionale, rappresentanza politica), degli idéologues, dei giacobini, del giusnaturalismo rivoluzionario e della rivoluzione francese, che li avevano proposti e usati per una critica radicale delle istituzioni politiche dell'ancien régime. In Germania, il tema dei "diritti fondamentali del popolo tedesco" richiamava i dibattiti del liberalismo del Vormärz e della costituzione di Francoforte. Perciò questi concetti vennero considerati strettamente politici ed extra-giuridici, e sostituiti con i concetti caratteristici di una dottrina giuspositivista statocentrica: la sovranità e la personalità dello Stato, gli organi dello Stato e i diritti individuali come mero riflesso dell'esercizio del potere statale.
I diritti, in particolare, non erano per Laband autonome sfere di inviolabilità della persona da poter rivendicare innanzi allo Stato, ma il mero riflesso di «norme sull'esercizio dell'autorità dello Stato, che esso stesso si dà». Dal punto di vista giuridico, insegnava Laband, il popolo non esiste: a differenza dello Stato, esso non ha personalità giuridica e non può quindi esprimere una volontà giuridicamente rilevante. Pertanto, il popolo non ha diritti e non ha poteri, circostanza che spinge Laband ad affermare che l'espressione "rappresentanza del popolo", utilizzata con riferimento al parlamento, è fuorviante. Infatti, quest'ultimo è solo un organo dello Stato che, come tutti gli altri, deriva i propri poteri dalla collocazione all'interno della costituzione statale ed è privo di una legittimazione autonoma. Nell'opera di Laband, "giuridico" e "statale" diventano pressoché sinonimi, al punto che la stessa costituzione viene ritenuta nient'altro che espressione della sovranità dello Stato: tutto il diritto, per il giurista tedesco, trae la sua origine dalla volontà dello Stato.
Nella costruzione labandiana, la centralità della sovranità dello Stato-persona vale a distinguerla nettamente sia dal costituzionalismo liberale, sia dagli orientamenti organicisti della scuola germanistica, interessata a tematizzare il nesso tra società e Stato, tra comunità e istituzioni. In tale disinteresse per il polo sociale, la critica storiografica ha ritrovato i segni di una «rigidezza dogmatica» di Laband, di un ripiegamento del "metodo giuridico" sulla difesa dell'esistente e di una perdita di progettualità e protagonismo della scienza giuridica, il cui ruolo costituzionale progressivamente decadde a quello di mera tecnica degli apparati di potere; la scienza giuridica tedesca perde quella vocazione "costituente" e quella relativa indipendenza dal potere politico che era ancora appartenuta alla scuola storica del diritto. Anche i giuristi della generazione successiva a Laband, in particolare Rudolf Smend, rimproverarono a Laband la mancanza di «senso politico», il «vuoto formalismo», lo "sradicamento", anticipando per certi versi il tema del preteso nesso tra ebraismo, da una parte, e formalismo, intellettualismo e insensibilità ai valori della comunità organica, dall'altra. Questa contrapposizione sarà fatto proprio dalla virulenta pubblicistica del nazionalsocialismo, ostile al «positivismo giuridico degenerato» dei giuristi di origine ebraica come Paul Laband e Hans Kelsen.
D'altra parte, la critica ha anche sottolineato le qualità positive dell'opera di Laband: anzitutto, le qualità stilistiche, che hanno fatto parlare di un «capolavoro letterario» ammirato per «la potenza dei concetti e il sapiente uso della lingua». Oltre a questo, sono stati sottolineati alcuni aspetti realistici nell'opera di Laband, che ne intaccano l'immagine stereotipata di astratto rigore formalista, indifferente alla storia e alla politica. Ad esempio, Laband poté avvicinarsi all'idea di un diritto costituzionale consuetudinario, oltreché scritto, e fu generalmente considerato dai contemporanei come colui che per primo richiamò l'attenzione su ciò che Georg Jellinek chiamerà la "forza normativa del fattuale", cioè sull'opportunità di dar conto non solo delle regole formalmente stabilite, ma anche di quelle di fatto seguite o imposte dalle autorità. Infine, viene fatto notare come il diritto costituzionale dell'epoca di Laband fosse profondamente differente da quello della seconda metà del Novecento. Poiché non conosceva né diritti fondamentali, né giustizia costituzionale, il diritto costituzionale dell'Impero tedesco raramente poneva gli studiosi di fronte ai problemi pratici di interpretazione, cosicché essi potevano in larga misura limitarsi alla costruzione sistematica della materia a scopi puramente manualistici. Soltanto dopo il crollo dello Stato monarchico, negli anni convulsi della repubblica di Weimar, la giuspubblicistica tedesca fu spinta ad allontanarsi dal formalismo di Laband e della sua scuola.

## Opere

### Das Staatsrecht des Deutschen Reiches
La prima edizione di Das Staatsrecht des Deutschen Reiches esce in 3 volumi, di cui il terzo diviso in due tomi, dal 1876 al 1901.
- (DE) Das Staatsrecht des Deutschen Reiches, volume 1, 1ª ed., Tubinga, Laupp, 1876.
- (DE) Das Staatsrecht des Deutschen Reiches, volume 2, 1ª ed., Tubinga, Laupp, 1878.
- (DE) Das Staatsrecht des Deutschen Reiches, volume 3, parte 1, 1ª ed., Tubinga, Laupp, 1880.
- (DE) Das Staatsrecht des Deutschen Reiches, volume 3, parte 2, 1ª ed., Freiburg (Breisgau)-Tubinga, Mohr, 1882.

Dalla quarta edizione (del 1901) in poi, il materiale è organizzato in 4 volumi. La quinta e ultima edizione esce dal 1911 al 1914, è ristampata da Scientia, Aalen, nel 1964, e da Goldbach, Keip, nel 1997.
La quinta edizione è tradotta in italiano da Manfredi Siotto Pintor per la «Biblioteca di scienze politiche ed amministrative», diretta da Attilio Brunialti, Oreste Ranelletti, Giulio Cesare Buzzati:
- Il diritto pubblico dell'Impero germanico, 5 voll., Torino, UTET, 1914-1925.

Una tradizione in francese della 3ª edizione, "rivista e aggiornata dall'Autore con la legislazione più recente", è pubblicata in 6 volumi tra il 1900 e il 1904, con una prefazione di Ferdinand Larnaude:
- (FR) Le droit public de l'Empire allemand, 6 voll., Paris, V. Giard et E. Brière, 1900-1904. tome I (1900), tome II (1901), tome III (1902), tome IV (1903), tome V (1903), tome VI (1904).

A partire dal 1894, Laband pubblica sugli annali «Das öffentliche Recht der Gegenwart», editi a Tubinga da J. C. B. Mohr (Paul Siebeck), una versione abbreviata della sua opera maggiore, dal titolo Deutsches Reichsstaatsrecht. Anch'essa fu più volte rivista e ristampata sino alla sesta edizione del 1912, seguita da una settima edizione postuma aggiornata da Otto Mayer:
- (DE) Deutsches Reichsstaatsrecht, 7ª ed., nach dem Tode des Verfassers bearbeitet von Otto Mayer, Aalen, Scientia-Verl., 1969  [1919].

### Altre opere (selezione)
- (DE) Die vermögensrechtlichen Klagen nach den Sächsischen Rechtsquellen des Mittelalters, Königsberg, Hübner & Matz, 1869 (ristampato Aalen, Scientia, 1970, ISBN 3511002850).
- (DE) Das Budgetrecht nach den Bestimmungen der preußischen Verfassungsurkunde unter Berücksichtigung der Verfassung des Norddeutschen Bundes, in Zeitschrift für Gesetzgebung und Rechtspflege in Preußen, IV, 1870,  pp. 619-707, in estratto, Berlino, Guttentag, 1871 (ristampato Berlino-Boston, De Gruyter, 2020, ISBN 978-3-11-170520-0; trad. it.  Il diritto del bilancio, a cura di C. Forte, Milano, Giuffrè, 2007).
- (DE) Das Finanzrecht des Deutschen Reiches, in Annalen des Deutschen Reiches für Gesetzgebung, Verwaltung und Statistik, VI, 1873,  pp. 405-565.
- (DE) Der Begriff der Sonderrechte nach deutschem Reichsrecht, in Annalen des Deutschen Reiches für Gesetzgebung, Verwaltung und Statistik, VII, 1874,  pp. 1487-1524.
- (DE) Deutsches Reichsstaatsrecht, Tubinga, Mohr, 1894 (6ª ed. 1912).
- (DE) Lebenserinnerungen, Abhandlungen, Beiträge und Reden (1866–1918), Lipsia, Zentralantiquariat der DDR, 1980.
- (DE) Staatsrechtliche Vorlesungen (1872-1918), a cura di Bernd Schlüter, Berlino, Duncker und Humblot, 2004, ISBN 978-3-428-11219-7.

### Esplicative
1. ↑  Mussgnung 2015, p. 22, Pauly 1993, p. 305, Schlink 1992, pp. 555-556.

Laband si convertì al protestantesimo nel 1857, a diciannove anni, un anno prima di conseguire il dottorato, circostanza che evitò di menzionare nelle sue Lebenserinnerungen ("Memorie"). Bernhard Schlink si chiede in proposito: 
«Aveva dimenticato questo evento? La sua assimilazione era stata così profonda e compiuta che egli ormai si conosceva solo come persona assimilata e non più come persona da assimilare? Oppure non voleva toccare il tema, non voleva guardare il ghiaccio sottile su cui lui, ebreo, si muoveva come tedesco, come studioso, come devoto servitore dell'Impero e progenitore del diritto pubblico tedesco? Oppure entrambe le cose coesistevano in tensione reciproca nell'atto della rimozione?»
 Sul rapporto tra le origini ebraiche di Laband e la lettura critica della sua opera, vedi la nota esplicativa seguente.
2. ↑  Stolleis 1992, pp. 508-509. Alcuni tra i più importanti giuristi tedeschi e austriaci dell'Otto- e Novecento furono di origine ebraica: oltre a Laband, è il caso di Friedrich Julius Stahl, Levin Goldschmidt, Georg Jellinek, Hermann Heller, Erich Kaufmann, Hans Kelsen e altri. Sul rapporto tra nazionalsocialismo e cultura giuridica ebraica, vedi  Hugo Sinzheimer, Jüdische Klassiker der deutschen Rechtswissenschaft, Frankfurt am Main, Klostermann, 1953  [1938];  Helmut Heinrichs et al. (a cura di), Deutsche Juristen jüdischer Herkunft, München, Beck, 1993, e ivi su Laband il saggio Pauly 1993. L'espressione "positivismo degenerato" è riferita a Paul Laband e Georg Jellinek dal "giurista della Corona" del nazionalsocialismo,  Carl Schmitt, Teologia politica: premessa alla seconda edizione, in Le categorie del "politico", Bologna, il Mulino, 1973  [1933],  p. 30: 
«Il cosiddetto normativismo e positivismo della dottrina tedesca del diritto e dello Stato dell’epoca guglielmina e della repubblica di Weimar è un positivismo degenerato — poiché, invece di essere fondato su un diritto naturale o razionale, dipende da norme semplicemente "vigenti" di fatto — e perciò in sè contraddittorio, mescolato con un positivismo che era soltanto un decisionismo degenerato, giuridicamente cieco, riferito alla "forza normativa del fattuale" invece che ad una vera decisione.»

Tre anni dopo, Carl Schmitt fu tra i promotori della conferenza Die deutsche Rechtswissenschaft im Kampf gegen den jüdischen Geist (trad. it.  Carl Schmitt, La scienza giuridica tedesca in lotta contro lo spirito ebraico, in Carlo Angelino (a cura di), Carl Schmitt sommo giurista del Führer. Testi antisemiti, Genova, Nuovo Melangolo, 2006  [1936],  pp. 31-40) e della risoluzione di far precedere la citazione di autori di origine ebraica dalla menzione "l'ebreo", generalmente seguita negli anni della dittatura nazionalsocialista. Vedi ad esempio  Ernst Anrich e Johannes Stein (a cura di), Zur Geschichte der deutschen Universität Strassburg, Straßburg, Hünenburg-Verl., 1941,  p. 128:
«Nella Facoltà di Giurisprudenza ebbe ben presto il sopravvento l'ebreo Laband, il quale separò il diritto costituzionale da qualsiasi legame con le forze politiche e spirituali che lo formavano e lo analizzò logicamente come puro fatto positivista.»

### Bibliografiche
1. ↑  Stolleis 1992, p. 497.
2. ↑   Paul Laband, Das Staatsrecht des deutschen Reiches, vol. 1, 5ª ed., Tubinga, Mohr, 1911,  p. IX, citato da Korioth 2000, p. 43.
3. ↑  Fioravanti 1979, p. 304.
4. ↑  Stolleis 1992, p. 498.
5. ↑  Stolleis 1992, p. 498, Fioravanti 1979, p. 304, Friedrich 1982.
6. ↑  Fioravanti 1979, p. 305, Stolleis 1992, p. 499.
7. ↑  P. Laband, Lebenserinnerungen, citato da Fioravanti 1979, p. 305.
8. ↑  Fioravanti 1979, p. 307, Stolleis 1992, p. 499.
9. ↑  Fioravanti 1979, p. 306.
10. ↑  Schlink 1992, p. 553, Friedrich 1982.
11. ↑  Stolleis 1992, p. 500, Schlink 1992, p. 553, Friedrich 1982, Fioravanti 1979, p. 352.
12. ↑  Schlink 1992, p. 553.
13. ↑  Friedrich 1982, Stolleis 1992, p. 501.
14. ↑  Stolleis 1992, p. 501.
15. ↑  Stolleis 1992, p. 499, Korioth 2000, p. 43.
16. ↑  Friedrich 1986, p. 198.
17. ↑  Friedrich 1982, Fioravanti 1979, pp. 352-353.
18. ↑   Giovanna Montella, Legge, potere e Stato nel processo di costruzione teorica di Paul Laband (PDF), in Rivista italiana per le scienze giuridiche, n. 10, 2019,  pp. 257-266.,  Mauro Fotia, Orlando, Vittorio Emanuele, in Il Contributo italiano alla storia del Pensiero: Diritto, Treccani, 2012.
19. ↑   Anna Chimenti, L'influenza di Jellinek e Laband sul "positivisme juridique" di Raymond Carré de Malberg, in Quaderni costituzionali, n. 1/2004, 2004, DOI:10.1439/12863. URL consultato il 7 febbraio 2023.,  Paul-Marie Gaudemet, Paul Laband et la doctrine française de droit public, in Revue du droit public et de la science politique en France et à l'étranger, 1989,  pp. 957-978.
20. ↑  Schlink 1992, p. 553, Friedrich 1986, p. 197.
21. ↑  Stolleis 1992, p. 501, Friedrich 1982, Mussgnung 2015, p. 24.
22. ↑  Stolleis 1992, p. 501, Schlink 1992, p. 553.
23. ↑  Stolleis 1992, p. 503.
24. ↑  Mussgnung 2015, p. 24.
25. ↑  Friedrich 1986, p. 200, traduzione in italiano in Stolleis 1992, p. 508.
26. 1 2  Costa 2002, p. 114, Fioravanti 1979.
27. ↑  https://www.deutschestextarchiv.de/book/show/laband_staatsrecht01_1876
28. ↑   Paul Laband, Das Staatsrecht des deutschen Reiches, vol. 1, Tubinga, Mohr, 1876,  p. 149.
29. ↑  Fioravanti 1979, p. 343.
30. ↑  Fioravanti 1979, pp. 343-345.
31. ↑  Fioravanti 1979, pp. 346-347, secondo il quale tale confusione «tradisce il senso più profondo» dell'opera di Gerber, perché al «primato della scienza giuridica» di Gerber e prima ancora di Savigny, si sostituisce con Laband il «primato della volontà statuale» (ibidem).
32. ↑  Costa 2002, p. 114.
33. ↑  Fioravanti 1979, pp. 340-342, 358, passim.
34. ↑  Stolleis 1992, p. 504.
35. ↑  Schlink 1992, p. 555.
36. ↑  Friedrich 1982.